# Olgerd Vladislav
Olgerd Vladislav es un personaje ficticio del mundo de Conan el Bárbaro, es el segundo antagonista más importante del héroe (después del archimago Thoth Amón). Dicha importancia proviene más que nada por sus persistencia, ya que sale bastante mal parado cada vez que se cruza con Conan, pero tiene el orgullo de haber sobrevivido a los ataques del bárbaro en varias ocasiones.

## Descripción
Olgerd Vladislav es un guerrero zaporosko con gran carisma e inteligencia, líder de los belicosos nómadas zuagires.
Aparece en uno de los mejores relatos del héroe "A Witch Shall Be Born / Nacerá una bruja", donde salvó la vida de Conan cuando fue crucificado en la cruz en el desierto. Más adelante, Conan lo retaría en un duelo para ser el líder de los nómadas zuagires.
- Datos: Q16613447